# Mulsanne
Mulsanne é uma comuna francesa na região administrativa do País do Loire, no departamento de Sarthe. Estende-se por uma área de 15.25 km². Em 2010 a comuna tinha 5 295 habitantes (densidade: 347,2 hab./km²).